# Zelotes sajali
Zelotes sajali är en spindelart som beskrevs av Benoy Krishna Tikader och Gajbe 1979. Zelotes sajali ingår i släktet Zelotes och familjen plattbuksspindlar. Inga underarter finns listade i Catalogue of Life.